# Komitet Olimpijski Kosowa
Komitet Olimpijski Kosowa (alb. Komiteti Olimpik i Kosovës, serb. Олимпијски комитет Косова, Olimpijski komitet Kosova) – kosowski narodowy komitet olimpijski, stowarzyszenie związków i organizacji sportowych z siedzibą w Prisztinie, zajmujące się organizacją udziału reprezentacji Kosowa w igrzyskach olimpijskich i europejskich oraz upowszechnianiem idei olimpijskiej i promocją sportu, a także reprezentowaniem kosowskiego sportu w organizacjach międzynarodowych, w tym w Międzynarodowym Komitecie Olimpijskim.
Komitet został powołany w 1992, a w 2014 został oficjalnie uznany przez Międzynarodowy Komitet Olimpijski. Przewodniczącym komitetu jest Ismet Krasniqi.
Po raz pierwszy od momentu uznania związku przez MKOl komitet wysłał sportowców na igrzyska europejskie w Baku w roku 2015, podczas których reprezentacja Kosowa liczyła 19 sportowców. 
W 2016 w Rio de Janeiro Kosowo zadebiutowało na igrzyskach olimpijskich, wystawiając ośmioosobową reprezentację. Pierwszy medal dla tego kraju (złoty) zdobyła judoczka Majlinda Kelmendi.